# Šventežeris
Šventežeris è una località della Lituania, situata nella contea di Alytus.